# Gene L. Coon
Eugene Lee Coon (7 de gener de 1924 - 8 de juliol de 1973) va ser un guionista, productor de televisió i novel·lista estatunidenc. És més recordat pel seu treball a la sèrie original Star Trek com a guionista, editor d'arguments i productor creador des de la meitat de la primera temporada de la sèrie fins a la meitat de la segona. Juntament amb el creador de la sèrie Gene Roddenberry, a Coon se li atribueix el to idealista de la sèrie i la creació de diversos elements clau de la història i la construcció del món que es convertirien en parts importants de la franquícia en curs.

## Vida i carrera
Fill gran del sergent de l'exèrcit dels Estats Units Merle Jack "Pug" Coon i la decoradora Erma Gay Noakes, Eugene Lee Coon va néixer a Beatrice (Nebraska), el 7 de gener de 1924. Als quatre anys, el jove Gene va demostrar talent, cantant a la ràdio WOAW-AM a Omaha. Sabia 24 cançons, incloent-hi una en francès i una en alemany. En la seva joventut, Coon va ser membre del 4-H Club del comtat de Gage i dels Boy Scouts of America. Més tard va assistir a l'Omaha Technical High School i va participar al Junior Reserve Officers' Training Corps, tocant també a la banda de l'escola. Durant aquest temps, també va ser presentador de notícies adolescent per a KWBE (AM) a Beatrice. Coon es va mudar més tard, amb els seus pares i germans petits, Merle Jack Coon Jr. i Bloise Newell Coon, a Glendale (Califòrnia). Un altre germà va morir als 10 anys quan encara vivien a Beatrice. El seu pare va trobar feina allà treballant amb aus de corral, i Coon es va transferir a la Glendale High School.
Durant la Segona Guerra Mundial, Coon va servir al Cos de Marines dels Estats Units de 1942 a 1946. Després, va romandre als Marines com a reservista mentre estudiava comunicacions per ràdio al Glendale Junior College, on va actuar en una producció de Night of January 16th. Després d'estudis addicionals a la Universitat d'Iowa, va tornar al servei actiu durant l'era de la Guerra de Corea el 1950, i finalment va assolir el rang de sergent. Va rebre formació addicional com a reporter de guerra, va dirigir una farmàcia i va construir cases. Va escriure sobre moltes de les seves experiències a les novel·les Meanwhile Back at the Front i The Short End of the Stick.
Després de la seva desmobilització el 1952, Coon va trobar feina primer com a presentador de notícies de ràdio abans de dedicar-se a l'escriptura independent sota la tutela del reporter del Los Angeles Times Gene Sherman. De 1954 a 1959, Coon va regentar una farmàcia a la intersecció de Beverly Boulevard i North Ardmore Avenue; durant aquest període, Sherman va cobrir les seves gestes farmacèutiques a la columna "Cityside" de la pàgina 2 del diari. Sherman també va permetre que Coon tingués un espai com a convidat promocionant "Meanwhile Back at the Front" a la columna que Sherman va escriure per a "The Farmer's Market", utilitzant el pseudònim Dick Kidson.
A partir de 1956, Coon va participar principalment en guions de telenovel·les per a populars programes de televisió d'acció i westerns, com ara Dragnet (1951), Wagon Train (1957), Maverick (1957) i Bonanza (1959). A principis dels anys seixanta, a Universal, va convertir McHale's Navy (1962) d'un drama d'una hora en una reeixida sitcom de 30 minuts. Juntament amb el guionista Les Colodny, Coon va proposar la idea de The Munsters (1964), com una versió satírica de The Donna Reed Show (1958), al president de MCA, Lew Wasserman. El resultat d'aquesta última, el format de la qual va ser elaborat per Allan Burns i Chris Hayward i els personatges i situacions de la qual van ser desenvolupats per Norm Liebman i Ed Haas, va ser un altre programa d'èxit, sota els auspicis creatius de Joe Connelly i Bob Mosher. MCA, aleshores la companyia matriu d'Universal Studios, va produir la sèrie a través de les seves marques Revue TV i Kayro-Vue Productions.

### Star Trek
Els seus guions de "Wagon Train" contenien fortes lliçons morals sobre la redempció personal i l'oposició a la guerra, i més tard va repetir temes molt similars als seus guions de "Star Trek". (Aquesta última sèrie, tot i que devia molt a les novel·les de C. S. Forester sobre Horatio Hornblower i a la sàtira de Jonathan Swift "Els viatges de Gulliver", es va vendre a la cadena de televisió NBC amb el sobrenom no oficial de "Wagon Train to the stars".) Coon es va unir a la sèrie original de "Star Trek" durant la seva primera temporada; David Gerrold li va atribuir el mèrit de ser un productor creador hàbil abans que Coon marxés a mitjans de la segona temporada. Coon va ser responsable de moltes reescriptures de guions de Star Trek.
Les seves creacions acreditades per a Star Trek inclouen els klíngons i el tractat de pau organià (a "Els salvadors, salvats"), Khan Noonien Singh (a "Llavor espacial", on va adaptar una història de Carey Wilber), Zefram Cochrane (a "Metamorfosi"), l'avanç i la definició de la Primera Directiva a "El retorn dels Arcans" i "Pa i circ", respectivament, la denominació oficial de la Federació Unida de Planetes a "L'arena" (on va plagiar inadvertidament una història de Fredric Brown), i la denominació oficial del Comandament de la Flota Estel·lar a "Consell de guerra". Com que també tenia la responsabilitat de revisar guions, va treballar sense aparèixer als crèdits en molts altres episodis. També va ser mentor del jove Gerrold i el va ajudar a polir el guió de l'episodi "El problema dels tribbles". Altres episodis populars de Star Trek que va escriure van ser "Un monstre amagat", "El conflicte final" i "Un tros de pastís". Se li atribueix gran part del desenvolupament dels personatges de Star Trek, gran part de l'humor de Star Trek i els desacords "disputats" entre Spock i McCoy.
Després de discussions amb Roddenberry sobre el to de la entrega "Pa i circ", en part una sàtira sobre el mitjà televisiu, Coon va deixar l'equip de guionistes i va designar John Meredyth Lucas com a productor creador. Després d'anunciar a Lucas que marxava, Lucas, que ja havia escrit les entregues "El fill fals" i "Demostracions de força" per al programa, va citar Coon dient: "Per què dimonis no us feu càrrec? Vau produir El fugitiu i Ben Casey i aquesta merda". Lucas sospitava que a Coon li podrien haver diagnosticat càncer en secret, però mai va saber definitivament si aquest era el cas.
Coon va contribuir a quatre guions per a la tercera temporada sota el pseudònim de Lee Cronin, ja que en aquell moment tenia contracte amb Universal Studios.

### Després deStar Trek
Després del seu treball a Star Trek, Coon va produir la sèrie d'Universal Studios It Takes a Thief, protagonitzada per Robert Wagner, durant la qual va ser mentor de Glen A. Larson. També va continuar escrivint per a Kung Fu i The Streets of San Francisco. El 1973, va ser coguionista amb Gene Roddenberry a la pel·lícula de la NBC-TV The Questor Tapes. La pel·lícula havia de servir com a pilot per a una nova sèrie, però Roddenberry es va resistir a la decisió de la NBC d'eliminar el personatge de Jerry Robinson, el company/mentor humà de Questor. (Coon va morir abans que s'emetés el pilot a principis de 1974.)
Tot i que Coon va rebutjar l'oportunitat de treballar a Star Trek: La sèrie animada, va continuar treballant amb Roddenberry, coescrivint Genesis II i la proposta per a Spectre. També va fundar UniTel Associates, una de les primeres productores dirigides al mercat del vídeo domèstic.
Coon era conegut com un dels guionistes més ràpids de Hollywood, i sovint reescrivia un guió per a un rodatge durant la nit o durant un cap de setmana.Tenia un sentit de l'humor sec, com es reflecteix a les seves dues novel·les. Després d'anys de separació, Coon va tornar a trobar el seu primer amor, la model Jackie Mitchell. El 1967, es va divorciar de la seva dona Joy per poder estar amb Jackie, amb qui va passar els últims cinc anys de la seva vida.

## Mort i homenatges
Fumador empedreït de cigarrets durant la major part de la seva vida, l'home a qui el seu company escriptor/productor Glen A. Larson es va referir com "l'esperit i l'ànima de Star Trek, va morir el juliol de 1973 per complicacions d'un càncer de pulmó i gola als 49 anys, només una setmana després de ser diagnosticat. Una possible causa del càncer de Coon va ser la radiació dels llocs de proves de bombes de Nevada que va visitar amb el seu mentor Gene Sherman i la seva primera esposa Joy a la dècada de 1950.
D. C. Fontana li va dedicar la seva novel·lització de "The Questor Tapes". William Shatner li va dedicar un capítol de les seves memòries de 1993 "Star Trek Memories", titulat "The Unsung Hero", en què li va atribuir molts aspectes de "Star Trek". Leonard Nimoy va fer el mateix a les seves pròpies memòries ("I Am Spock"), igual que Herbert F. Solow i Robert H. Justman amb "Inside Star Trek: The Real Story". Als crèdits finals de la pel·lícula d'homenatge a Star Trek de 1999, Free Enterprise, Gene Coon és anomenat "El Gene oblidat" en reconeixement a les seves contribucions a Star Trek, així com a la seva col·laboració professional i relació personal amb el seu col·laborador, el creador de Star Trek, Gene Roddenberry.

## Obres

### Televisió
Va treballar com a guionista a Dragnet, Bonanza, Zorro, Peter Gunn, Mr Lucky, Have Gun – Will Travel, Wagon Train, The Wild Wild West, The Four Just Men, Combat!, i McHale's Navy. Més tard, va ser productor de The Wild Wild West.
| Any     | Sèrie                                  | #           | Paper                | Alias      | Aired                                            |
| ------- | -------------------------------------- | ----------- | -------------------- | ---------- | ------------------------------------------------ |
| 1956    | Medic                                  | 5 episodis  | Guionista            |            |                                                  |
| 1957    | The Restless Gun                       | 1 episodi   | Guionista            |            |                                                  |
| 1957    | Suspicion                              | 1 episodi   | Guionista            |            |                                                  |
| 1957-58 | Schlitz Playhouse                      | 2 episodis  | Guionista            |            |                                                  |
| 1958    | Rescue 8                               | 1 episodi   | Guionista            |            |                                                  |
| 1958    | Cimarron City                          | 1 episodi   | Guionista            |            |                                                  |
| 1958    | Zorro                                  | 2 episodis  | Guionista            |            |                                                  |
| 1958-63 | Wagon Train                            | 24 episodis | Guionista            |            |                                                  |
| 1959    | Maverick                               | 1 episodi   | Guionista            |            |                                                  |
| 1959    | Have Gun – Will Travel                 | 1 episodi   | Guionista            |            |                                                  |
| 1959    | Dragnet                                | 1 episodi   | Guionista            |            |                                                  |
| 1959    | The Four Just Men                      | 1 episodi   | Guionista            |            |                                                  |
| 1959    | Lock Up                                | 1 episodi   | Guionista            |            |                                                  |
| 1959    | Riverboat                              | 1 episodi   | Guionista            |            |                                                  |
| 1959    | General Electric Theater               | 1 episodi   | Guionista            |            |                                                  |
| 1959-60 | Mr. Lucky                              | 10 episodis | Guionista            |            |                                                  |
| 1959-61 | Bonanza                                | 4 episodis  | Guionista            |            |                                                  |
| 1960    | The Rebel                              | 1 episodi   | Guionista            |            |                                                  |
| 1960    | Peter Gunn                             | 1 episodi   | Guionista            |            |                                                  |
| 1960    | Dan Raven                              | 1 episodi   | Guionista            |            |                                                  |
| 1961    | Acapulco                               | 2 episodis  | Guionista            |            |                                                  |
| 1961    | Whispering Smith                       | 1 episodi   | Guionista            |            |                                                  |
| 1961    | Ichabod and Me                         | 1 episodi   | Guionista            |            |                                                  |
| 1962    | Follow the Sun                         | 1 episodi   | Guionista            |            |                                                  |
| 1962    | Rawhide                                | 1 episodi   | Guionista            |            |                                                  |
| 1962    | McHale's Navy                          | 2 episodis  | Guionista            |            |                                                  |
| 1963    | Alcoa Premiere                         | 1 episodi   | Guionista            |            |                                                  |
| 1964    | Destry                                 | 3 episodis  | Guionista, Producer  |            |                                                  |
| 1965    | Bob Hope Presents the Chrysler Theatre | 1 episodi   | Guionista            |            |                                                  |
| 1965    | My Favorite Martian                    | 1 episodi   | Guionista            |            |                                                  |
| 1965-67 | Laredo                                 | 6 episodis  | Guionista            |            |                                                  |
| 1965-71 | The Virginian                          | 2 episodis  | Guionista, producer  |            |                                                  |
| 1966    | The F.B.I.                             | 1 episodi   | Guionista            |            |                                                  |
| 1966    | Combat!                                | 3 episodis  | Guionista            |            |                                                  |
| 1966    | The Wild Wild West                     | 1 episodi   | Guionista, producer  |            |                                                  |
| 1967-69 | Star Trek: La sèrie original           | 13 episodis | Guionista, productor | Lee Cronin |                                                  |
| 1968    | Off to See the Wizard                  | 2 episodis  | Guionista            |            |                                                  |
| 1968-69 | It Takes a Thief                       | 6 episodis  | Guionista, producer  |            |                                                  |
| 1969    | The Name of The Game                   | 1 episodi   | Guionista, producer  |            |                                                  |
| 1969    | Then Came Bronson                      | 1 episodi   | Guionista            | Lee Cronin |                                                  |
| 1970    | Paris 7000                             | 1 episodi   | Guionista            |            |                                                  |
| 1970    | The Immortal                           | 1 episodi   | Guionista            |            |                                                  |
| 1970-71 | The Mod Squad                          | 1 episodi   | Guionista            |            |                                                  |
| 1971    | Nichols                                | 1 episodi   | Guionista            |            |                                                  |
| 1971    | Bearcats!                              | 1 episodi   | Guionista            |            |                                                  |
| 1972    | The Sixth Sense                        | 1 episodi   | Guionista            |            |                                                  |
| 1973    | Hawkins                                | 1 episodi   | Guionista            |            |                                                  |
| 1973    | Kung Fu                                | 1 episodi   | Guionista            |            |                                                  |
| 1973    | Assignment Vienna                      | 2 episodis  | Guionista            |            |                                                  |
| 1974    | The Streets of San Francisco           | 1 episodi   | Guionista            |            | 14 de març de 1974 ("Death and the Favored Few") |

### Pel·lícules
- The Girl in the Kremlin (1957)
- Man in the Shadow (1957)
- No Name on the Bullet (1959)
- The Raiders (1963)
- El codi dels assassins (1964)[6]
- First to Fight (1967)
- Journey to Shiloh (1968)
- The Questor Tapes (1974)

### Llibres
- Meanwhile Back at the Front (Nova York: Crown, 1961. 309 pàg.) és una novel·la que tracta de les improbables gestes de la Secció d'Informació Pública de la 1a Divisió de Marines durant la Guerra de Corea.[7]
- The Short End of the Stick (publicada el 1964) és una novel·la que tracta de les vides i els problemes de les tropes americanes estacionades a la DMZ a Corea després del final de la guerra. Inclou com es van entendre i van ser tractades pels coreans nadius, centrant-se en el sexe i els xocs culturals. També és una de les primeres publicacions a discutir els problemes de drogues de les tropes d'ocupació avorrides i com els van tractar els comandants.